# Метастазе (филм)
Метастазе је хрватски филм из 2009. године у режији Бранка Шмита, који је исте године освојио Златну арену у Пули.

## Радња
Назив филма Метастазе је звучан и провокативан. Не ради се о медицинској болести појединца, већ о аморалности, корумпираности, бескрупулозности новопеченог капиталистичког устроја, о болести хрватског друштва, у којем су поремећене вредности у свим социјалним категоријама. Сукоби генерација, пад социјалног статуса и живот без перспективе, урбани жаргон препун мржње, предрасуда, општеприхваћени национализам, клице неонацизма, насиље, криминал, зависност о дрогама као и сви облици некоректности, испуњавају монологе, дијалоге и сечања радње четворочлане екипе младих наркомана, алкохоличара и криминалаца.
Филм говори о односима четворице ортака из краја који се никако не могу уклопити у друштво. Ту је Филип (Фрањо Дијак), лечени наркоман који се након три године рехабилитације враћа и налази стару екипу. Затим Дејо (Ракан Рушаидат), син југословенског официра који је стално у сукобу са људима којима дугује новац. Крпа (Рене Биторајац) је најупечатљивији лик у целом филму. Он је нетолерантни силеџија који туче слабије, али опседнут је фудбалом, Бед Блу Бојсима и кладионицама. Кизо (Роберт Угрина) је верни пратилац екипе, алкохоличар, емотивац који сву своју љубав поклања мачкама.

## Улоге
| Глумац                | Улога          |
| --------------------- | -------------- |
| Рене Биторајац        | Крпа           |
| Фрањо Дијак           | Филип          |
| Роберт Угрина         | Кизо           |
| Ракан Рушаидат        | Дејо           |
| Иво Грегуревић        | Филипов отац   |
| Љиљана Богојевић      | Филипова мајка |
| Ксенија Маринковић    | Кизина мајка   |
| Дарија Лоренци        | Милица         |
| Јадранка Ђокић        | Крпина жена    |
| Фрањо Јурчец          | Крпин сусед    |
| Вера Зима             | тета Зора      |
| Иван Бркић            | тетак Бране    |
| Елведин Тиро          | дилер Мирза    |
| Емир Хаџихафизбеговић | Реуф           |

## О филму
Екипа се врти у зачараном кругу алкохола, дроге и криминала и кроз то у ствари схватимо да се Метастазе не престају ширити у хрватском друштву. Наслов овог натуралистичког филма је звучан и провокативан, али не ради се о медицинској болести појединца, већ о поремећају вредности у свим социјалним категоријама. Филм проговара о актуелним темама хрватског друштва - паду социјалног статуса, животу без перспективе, општеприхваћеном национализму, клицама неонацизма, криминалу и насиљу, зависности од дрога... Све то презентовано је кроз урбани жаргон препун мржње и предрасуда које испуњавају монологе, дијалоге и сећања четворочлане екипе младих наркомана, алкохоличара и криминалаца.
"Управо избор локација дао је визуелну аутентичност филмској адаптацији филма, што га издваја од већине савремених хрватских филмова урбане провенијенције у којима ликови седе у вилама на пантовчацима и околним отменим брдима загребачког центра и говоре језиком Академије драмских уметности. Овде ликови говоре језиком Утрина и Запрућа, овде се псује као што се псује и у животу, али се и пати као и у животу“, каже критика.